# Czaje-Wólka (gromada)
Czaje-Wólka (początkowo Czaje Wólka, bez łącznika) – dawna gromada, czyli najmniejsza jednostka podziału terytorialnego Polskiej Rzeczypospolitej Ludowej w latach 1954–1972.
Gromady, z gromadzkimi radami narodowymi (GRN) jako organami władzy najniższego stopnia na wsi, funkcjonowały od reformy reorganizującej administrację wiejską przeprowadzonej jesienią 1954 do momentu ich zniesienia z dniem 1 stycznia 1973, tym samym wypierając organizację gminną w latach 1954–1972.
Gromadę Czaje Wólka z siedzibą GRN w Czajach Wólce utworzono – jako jedną z 8759 gromad – w powiecie siemiatyckim w woj. białostockim, na mocy uchwały nr 21/V WRN w Białymstoku z dnia 4 października 1954. W skład jednostki weszły obszary dotychczasowych gromad Czaje Wólka, Czaje, Koryciny i Radziszewo Sieńczuch ze zniesionej gminy Pobikry w tymże powiecie. Dla gromady ustalono 15 członków gromadzkiej rady narodowej.
31 grudnia 1959 gromadę Czaje-Wólka zniesiono, włączając jej obszar do gromad Pobikry (wsie Czaje-Wólka, Czaje, Małyszczyn i Czaje-Bagno, leśniczówkę Bajraki oraz obszar lasów państwowych Nadleśnictwa Rudka obejmujący oddziały 31—55), Grodzisk (wieś Koryciny, gajówkę Majdan Korycki oraz obszar lasów państwowych Nadleśnictwa Rudka obejmujący oddziały 56—93) i Winna-Chroły (wieś Radziszewo-Sieńczuch).